# 5712 Funke
5712 Funke este un asteroid din centura principală de asteroizi.

## Descriere
5712 Funke este un asteroid din centura principală de asteroizi. A fost descoperit pe 25 septembrie 1979 la Observatorul Kleť de Antonín Mrkos. Asteroidul prezintă o orbită caracterizată de o semiaxă mare de 2,77 ua, o excentricitate de 0,17 și o înclinație de 8,6° în raport cu ecliptica.